# ダドリー・バック

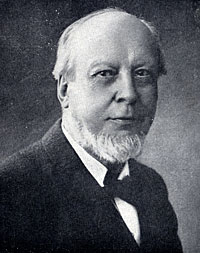
ダドリー・バック

ダドリー・バック（英: Dudley Buck, 1839年3月10日 - 1909年10月6日）はアメリカ合衆国のロマン派音楽の作曲家、オルガン奏者、指揮者。

## 生涯
コネチカット州ハートフォード出身。父親は商人だったが、息子の楽才を理解し、あらゆる音楽教育の機会を与えた。1858年から62年までの4年間にわたってライプツィヒ、ドレスデン、パリにて研鑚を積む。帰国後は郷里ハートフォードを振り出しに、1869年にシカゴ、1871年にはボストンでオルガニストとして活動した。1875年にニューヨークに行き、指揮者セオドア・トマスの助手としてオーケストラの演奏会を指揮するかたわら、1877年から1903年までブルックリン聖トリニティ教会のオルガニストを務めている。宗教曲やオルガン曲の作曲家として有名である反面、数多くのカンタータ（《コロンブス》（1876年）、《黄金伝説》（1880年）、《アジアの曙光》（1886年）など）や、グランド・オペラ《セラピス》、コミック・オペラ《沙漠》（1880年）、演奏会用序曲《マルミオン》、交響曲変ホ長調のほか、声楽曲がある。
最も著名な作品に、オルガン曲《「星条旗」に基づく演奏会用変奏曲》作品23がある。